# Коллепьетро
Коллепьетро (итал. Collepietro) — коммуна в Италии, располагается в регионе Абруццо, в провинции Л’Акуила.
Население составляет 246 человек (2008 г.), плотность населения составляет 16 чел./км². Занимает площадь 15 км². Почтовый индекс — 67020. Телефонный код — 0862.
Покровителем коммуны почитается Иоанн Креститель, празднование 24 июня.

## Демография
Динамика населения:

## Администрация коммуны
- Официальный сайт: